# San Miguel, San Gregorio Atzompa
San Miguel är en ort i Mexiko.   Den ligger i kommunen San Gregorio Atzompa och delstaten Puebla, i den sydöstra delen av landet, 90 km sydost om huvudstaden Mexico City. San Miguel ligger 2 143 meter över havet och antalet invånare är 218.
Terrängen runt San Miguel är platt åt nordost, men åt sydväst är den kuperad. Runt San Miguel är det tätbefolkat, med 683 invånare per kvadratkilometer. Närmaste större samhälle är Puebla de Zaragoza, 14,7 km öster om San Miguel. Trakten runt San Miguel består till största delen av jordbruksmark.